# Иля Франк

Иля Михайлович Франк (на руски: Илья́ Миха́йлович Франк) е руски физик, носител на Нобелова награда за физика за 1958 година заедно с Черенков и Там.

## Биография
Роден е на 23 октомври 1908 година в Санкт Петербург, Русия, в семейство на професор по математика. Завършва Московския държавен университет (МГУ) през 1930 година. Известно време работи в Ленинград, след което във Физическия институт Лебедев на АН на СССР. През 1944 година става професор в МГУ, през 1946 е избран за член-кореспондент, а през 1968 за академик.
Неговите изследвания са в областта на високоенергетичните заредени ядрени частици.
Умира на 22 юни 1990 година в Москва на 81-годишна възраст.

## Признание
- 1946 и 1953 – награда „Сталин“
- 1958 – Нобелова награда за физика
- 1971 – държавна награда на СССР